# Calliaster elegans
Espèce
Calliaster elegans est une espèce d'étoiles de mer qui appartient à la famille des Goniasteridae trouvée dans le Sud-Ouest de l'océan Pacifique.